# Benevento (África)
Benevento (em latim: Beneventum) foi um assentamento romano na extinta província da África Proconsular, na atual Tunísia, que equivale à atual cidade de Beniata. Desde 1933, é uma sé titular da Igreja Católica representando a extinta diocese que ali existia.

## Histórico
Beneventum, identificável com as ruínas de Beniata na atual Tunísia, é uma antiga sé episcopal da província romana da África Proconsular, sufragânea da Arquidiocese de Cartago.
São conhecidos dois bispos da Benevento africana. No I Concílio de Arles de 314 na Gália havia um Anastasius episcopus de civitate Beneventum; seu nome aparece na seção item provincia Africa entre os bispos Vítor de Utica e Fausto de Tuburbo Maior. O bispo Gulósio participou entre os bispos católicos convocados a Cartago pelo rei vândalo Hunerico em 484.
Benevento tornou-se uma sé titular episcopal em 1933 e desde 1 de maio de 2020 seu titular é Mitja Leskovar, núncio apostólico no Iraque.

## Bispos
- Anastácio † (mencionado em 314)
- Gulósio † (mencionado em 484)

## Bispos-titulares
- Carlos Oviedo Cavada, O. de M. † (1964 - 1974)
- Tadeusz Gocłowski, C.M. † (1983 - 1984)
- Manuel Monteiro de Castro (1985 - 2012)
- Konrad Krajewski (2013 - 2018)
- Michael Czerny, S.J. (2019)
- Mitja Leskovar (desde 2020)